# Louis Rinn
Louis Rinn (* 28. März 1838 in Paris; † 1905) war ein französischer Jurist und Offizier.

## Leben
Er war ein Absolvent der Militärschule Saint-Cyr (1855). Er war Vize-Präsident der Société historique algérienne. 1864 ging er nach Algerien, wo er den Bureaux Arabes dans le Constantinois (Département de Constantine) zugewiesen wurde. Er ist Autor zahlreicher Bücher, die meist im Verlag Adolphe Jourdan in Algier erschienen. Als sein bekanntestes Werk gilt seine Untersuchung über die Marabouts und Bruderschaften des Islams in Algerien:  Marabouts et khouan: étude sur l'islam en Algérie (Algier 1884). Er arbeitete auch über die Berber und lieferte zahlreiche Beiträge für die  Revue africaine (der Société historique algérienne).

## Werke (Auswahl)
- L’Algérie assimilée: étude sur la constitution et la réorganisation de l’Algérie (par un chef de bureau arabe). (Constantine, 1871)
- Marabouts et khouan. 1884 (Online a, b; Inhaltsübersicht)
- Régime Pénal de l'Indigènat en Algérie. Les commissions disciplinaires. Alger: Adolphe Jourdan 1885
- Nos frontières sahariennes. (Algiers, 1886)
- Les origines berbères; études linguistiques & ethnologiques. Alger, A. Jourdan, 1889.
- Histoire de l'insurrection de 1871 en Algérie. Alger 1891
- La femme berbère: dans l’ethnologie et l’histoire de l’Algérie. 1903